# Championnat de France féminin de football 1978-1979
Navigation
Édition précédente Édition suivante
Le Division 1 1978-1979  est la 5e édition du championnat de France féminin de football. Le premier niveau national du championnat féminin oppose vingt clubs français répartis dans quatre groupes de cinq équipes, en une série de huit rencontres jouées durant la saison de football. Les deux meilleures équipes de chaque groupe sont qualifiées pour les quarts de finale de la compétition. La phase finale consiste en trois tours de confrontations directes aller-retour.
Les dernières places de chaque groupe du championnat sont synonymes de relégation en division inférieure.
À l'issue de la saison, l'AS Étrœungt décroche le deuxième titre de champion de France de son histoire en battant en finale le Stade de Reims, sur le score cumulé de trois buts à deux.

## Participants
Ces tableaux présentent les dix-huit équipes qualifiées pour disputer le championnat 1978-1979. On y trouve le nom des clubs, la date de création du club, l'année de la dernière montée au sein de l'élite, le nom des stades ainsi que la capacité de ces derniers.
Le championnat comprend quatre groupes de cinq équipes.
Légende des couleurs
- Champion de Division 1 la saison précédente.
- Promu de Division d'Honneur.

| Nom du club    | Date de création | Dernière montée | Stade                | Capacité | Vict. |
| -------------- | ---------------- | --------------- | -------------------- | -------- | ----- |
| AS Étrœungt    | -                | 1975            | -                    | -        | 1     |
| US Orléans     | -                | -               | -                    | -        | /     |
| FF Quimper     | 1971             | 1975            | Stade de Kerhuel     | 2 040    | /     |
| FC Saint-Lô    | -                | 1978            | -                    | -        | /     |
| VGA Saint-Maur | 1968             | 1978            | Stade Adolphe-Chéron | 3 500    | /     |

| Nom du club        | Date de création | Dernière montée | Stade                        | Capacité | Vict. |
| ------------------ | ---------------- | --------------- | ---------------------------- | -------- | ----- |
| CS Château-Thierry | -                | 1977            | -                            | -        | /     |
| FCF Hénin-Beaumont | 1972             | 1978            | Stade Octave-Birembaut       | 3 000    | /     |
| AS Nancy-Lorraine  | -                | 1978            | Annexe du Stade Marcel-Picot | -        | /     |
| Stade de Reims     | 1968             | -               | -                            | -        | 3     |
| FR Sessenheim      | -                | 1978            | -                            | -        | /     |

| Nom du club   | Date de création | Dernière montée | Stade                              | Capacité | Vict. |
| ------------- | ---------------- | --------------- | ---------------------------------- | -------- | ----- |
| Bergerac Foot | -                | -               | -                                  | -        | /     |
| Caluire SCSC  | 1968             | 1976            | Complexe sportif Terre des Lièvres | -        | /     |
| AS Gagnerie   | -                | 1977            | Stade du Val de Chézine            | -        | /     |
| US Montfaucon | -                | 1976            | -                                  | -        | /     |
| AS Soyaux     | 1968             | 1978            | Stade Léo-Lagrange                 | 300      | /     |

| Nom du club            | Date de création | Dernière montée | Stade                   | Capacité | Vict. |
| ---------------------- | ---------------- | --------------- | ----------------------- | -------- | ----- |
| US Colomiers           | -                | 1975            | Stade Bertrand Andrieux | -        | /     |
| FC Lyon                | -                | 1977            | Stade Vuillermet        | -        | /     |
| Olympique de Marseille | 1920             | 1975            | Stade de la Pépinière   | -        | /     |
| AS Romagnat            | -                | 1977            | -                       | -        | /     |
| AS Valentigney         | -                | 1978            | Stade des Longines      | -        | /     |

Localisation des clubs engagés dans le championnat
| \| Stade de Reims AS Étrœungt US Orléans Stade quimperois Bergerac Foot US Colomiers Olympique de Marseille Caluire SCSC US Montfaucon CS Château-Thierry AS Gagnerie FC Lyon AS Romagnat VGA Saint-Maur FCF Hénin-Beaumont AS Nancy-Lorraine FC Saint-Lô FR Sessenheim AS Soyaux AS Valentigney \| |
| Stade de Reims AS Étrœungt US Orléans Stade quimperois Bergerac Foot US Colomiers Olympique de Marseille Caluire SCSC US Montfaucon CS Château-Thierry AS Gagnerie FC Lyon AS Romagnat VGA Saint-Maur FCF Hénin-Beaumont AS Nancy-Lorraine FC Saint-Lô FR Sessenheim AS Soyaux AS Valentigney       |

## Compétition

### Premier Tour

#### Classements
Le classement est calculé avec le barème de points suivant : une victoire vaut deux points, le match nul un et la défaite zéro.
Critères de départage en cas d'égalité au classement :
1. classement aux points des matchs joués entre les clubs ex æquo ;
2. différence entre les buts marqués et les buts concédés par chacun d’eux au cours des matchs qui les ont opposés ;
3. différence entre les buts marqués et les buts concédés sur la totalité des matchs joués dans le championnat ;
4. plus grand nombre de buts marqués sur la totalité des matchs joués dans le championnat ;
5. en cas de nouvelle égalité, une rencontre supplémentaire aura lieu sur terrain neutre avec, éventuellement, l’épreuve des tirs au but.

| Rang | Équipe           | Pts | J | G | N | P | Bp | Bc | Diff |
| ---- | ---------------- | --- | - | - | - | - | -- | -- | ---- |
| -    | AS Étrœungt T    |     |   |   |   |   |    |    |      |
| -    | VGA Saint-Maur   |     |   |   |   |   |    |    |      |
| -    | US Orléans       |     |   |   |   |   |    |    |      |
| -    | Stade quimperois |     |   |   |   |   |    |    |      |
| 5    | FC Saint-Lô P    |     |   |   |   |   |    |    |      |

|  | Qualifié pour les quarts de finale. |
|  | Relégué en division inférieure. |
|  | T Tenant du titre. P Promu de Division d'Honneur. Pts points ; G victoires ; N match nuls ; P défaites Bp buts marqués ; Bc buts encaissés ; Diff différence de buts |

| Rang | Équipe               | Pts | J | G | N | P | Bp | Bc | Diff |
| ---- | -------------------- | --- | - | - | - | - | -- | -- | ---- |
| -    | FCF Hénin-Beaumont P |     |   |   |   |   |    |    |      |
| -    | Stade de Reims       |     |   |   |   |   |    |    |      |
| 3    | AS Nancy-Lorraine P  |     |   |   |   |   |    |    |      |
| -    | CS Château-Thierry   |     |   |   |   |   |    |    |      |
| -    | FR Sessenheim P      |     |   |   |   |   |    |    |      |

|  | Qualifié pour les quarts de finale. |
|  | Relégué en division inférieure ou rétrogradé administrativement.                                                                                  |
|  | P Promu de Division d'Honneur. Pts points ; G victoires ; N match nuls ; P défaites Bp buts marqués ; Bc buts encaissés ; Diff différence de buts |

| Rang | Équipe        | Pts | J | G | N | P | Bp | Bc | Diff |
| ---- | ------------- | --- | - | - | - | - | -- | -- | ---- |
| -    | Caluire SCSC  |     |   |   |   |   |    |    |      |
| -    | Bergerac Foot |     |   |   |   |   |    |    |      |
| -    | AS Gagnerie   |     |   |   |   |   |    |    |      |
| -    | US Montfaucon |     |   |   |   |   |    |    |      |
| -    | AS Soyaux P   |     |   |   |   |   |    |    |      |

|  | Qualifié pour les quarts de finale. |
|  | Relégué en division inférieure. |
|  | P Promu de Division d'Honneur. Pts points ; G victoires ; N match nuls ; P défaites Bp buts marqués ; Bc buts encaissés ; Diff différence de buts |

| Rang | Équipe                 | Pts | J | G | N | P | Bp | Bc | Diff |
| ---- | ---------------------- | --- | - | - | - | - | -- | -- | ---- |
| -    | Olympique de Marseille |     |   |   |   |   |    |    |      |
| -    | FC Lyon                |     |   |   |   |   |    |    |      |
| -    | AS Romagnat            |     |   |   |   |   |    |    |      |
| -    | US Colomiers           |     |   |   |   |   |    |    |      |
| -    | AS Valentigney P       |     |   |   |   |   |    |    |      |

|  | Qualifié pour les quarts de finale. |
|  | Relégué en division inférieure. |
|  | P Promu de Division d'Honneur. Pts points ; G victoires ; N match nuls ; P défaites Bp buts marqués ; Bc buts encaissés ; Diff différence de buts |

Nota :
1. 1 2  L'équipe reléguée a finalement été maintenue à la suite de l'augmentation prévue du nombre de clubs dans l'élite, mais aucune information n'est connu sur l'identité de cette équipe.

### Phase finale
Source : Erik Garin et Hervé Morard, « France - List of Women Final Tables », sur rsssf.com
|  | Quarts de finale | Quarts de finale       | Quarts de finale       | Quarts de finale       |             |             | Demi-finales | Demi-finales | Demi-finales | Demi-finales |  |  | Finale | Finale | Finale | Finale |
|  |                  |                        |                        |                        |             |             |              |              |              |              |  |  |        |        |        |        |
|  |                  |                        |                        |                        |             |             |              |              |              |              |  |  |        |        |        |        |
|  |                  |                        |                        |                        |             |             |              |              |              |              |  |  |        |        |        |        |
|  | Gr.A             | AS Étrœungt            | 3                      | 1                      |             |             |              |              |              |              |  |  |        |        |        |        |
|  | Gr.A             | AS Étrœungt            | 3                      | 1                      |             |             |              |              |              |              |  |  |        |        |        |        |
|  | Gr.B             | FCF Hénin-Beaumont     | 1                      | 2                      |             |             |              |              |              |              |  |  |        |        |        |        |
|  | Gr.B             | FCF Hénin-Beaumont     | 1                      | 2                      | AS Étrœungt | AS Étrœungt | 1            | 0            |              |              |  |  |        |        |        |        |
|  |                  |                        |                        |                        | AS Étrœungt | AS Étrœungt | 1            | 0            |              |              |  |  |        |        |        |        |
|  |                  |                        | Olympique de Marseille | Olympique de Marseille | 0           | 0           |              |              |              |              |  |  |        |        |        |        |
|  | Gr.D             | Olympique de Marseille | Olympique de Marseille | Olympique de Marseille | 0           | 0           | 1            | 2            |              |              |  |  |        |        |        |        |
|  | Gr.D             | Olympique de Marseille |                        |                        |             |             |              | 2            |              |              |  |  |        |        |        |        |
|  | Gr.C             | Caluire SCSC           | 1                      | 1                      |             |             |              |              |              |              |  |  |        |        |        |        |
|  | Gr.C             | Caluire SCSC           | 1                      | 1                      | AS Étrœungt | AS Étrœungt | 1            | 2            |              |              |  |  |        |        |        |        |
|  |                  |                        |                        |                        | AS Étrœungt | AS Étrœungt | 1            | 2            |              |              |  |  |        |        |        |        |
|  |                  |                        | Stade de Reims         | Stade de Reims         | 2           | 0           |              |              |              |              |  |  |        |        |        |        |
|  | Gr.D             | FC Lyon                | Stade de Reims         | Stade de Reims         | 2           | 0           | 2            | 1            |              |              |  |  |        |        |        |        |
|  | Gr.D             | FC Lyon                |                        |                        |             |             |              |              |              |              |  |  |        |        |        |        |
|  | Gr.C             | Bergerac Foot          | 0                      | 1                      |             |             |              |              |              |              |  |  |        |        |        |        |
|  | Gr.C             | Bergerac Foot          | 0                      | 1                      | FC Lyon     | FC Lyon     | 0            | 1            |              |              |  |  |        |        |        |        |
|  |                  |                        |                        |                        | FC Lyon     | FC Lyon     | 0            | 1            |              |              |  |  |        |        |        |        |
|  |                  |                        | Stade de Reims         | Stade de Reims         | 3           | 3           |              |              |              |              |  |  |        |        |        |        |
|  | Gr.B             | Stade de Reims         | Stade de Reims         | Stade de Reims         | 3           | 3           | 2            | 1            |              |              |  |  |        |        |        |        |
|  | Gr.B             | Stade de Reims         |                        |                        |             |             |              | 1            |              |              |  |  |        |        |        |        |
|  | Gr.A             | VGA Saint-Maur         | 0                      | 1                      |             |             |              |              |              |              |  |  |        |        |        |        |
|  | Gr.A             | VGA Saint-Maur         | 0                      | 1                      |             |             |              |              |              |              |  |  |        |        |        |        |
|  |                  |                        |                        |                        |             |             |              |              |              |              |  |  |        |        |        |        |

## Bilan de la saison
| Championnat de France féminin de football 1978-1979 |                        |
| Champion                                            | AS Étrœungt (2e titre) |
| Dauphin                                             | Stade de Reims         |
| Promotions et relégations                           |                        |
| Promus en Division 1                                | FOS Hem                |
| Promus en Division 1                                | AC Abbeville           |
| Promus en Division 1                                | FCF Colombes           |
| Promus en Division 1                                | US Fécamp              |
| Promus en Division 1                                | AO Boranaise           |
| Promus en Division 1                                | Ploufragan FC          |
| Promus en Division 1                                | Olympique de Royan     |
| Promus en Division 1                                | ES Valletaise          |
| Promus en Division 1                                | SC Le Rheu             |
| Promus en Division 1                                | Rochefort FC           |
| Promus en Division 1                                | FC Metz                |
| Promus en Division 1                                | FC Baldersheim         |
| Promus en Division 1                                | FC Vendenheim          |
| Promus en Division 1                                | FC Danjoutin           |
| Promus en Division 1                                | US Grauves             |
| Promus en Division 1                                | ES Pont-à-Mousson      |
| Promus en Division 1                                | Paris SG               |
| Promus en Division 1                                | ES Juvisy-sur-Orge     |
| Promus en Division 1                                | SO Châtelleraudais     |
| Promus en Division 1                                | Tours EC               |
| Promus en Division 1                                | ASPTT Paris            |
| Promus en Division 1                                | USM Olivet             |
| Promus en Division 1                                | Ploufragan FC          |
| Promus en Division 1                                | ES Valletaise          |
| Promus en Division 1                                | ASPTT Bordeaux         |
| Promus en Division 1                                | AS Muretaine           |
| Promus en Division 1                                | FCE Arlac              |
| Promus en Division 1                                | ES Arpajonnaise        |
| Promus en Division 1                                | Bordeaux EC            |
| Relégués en Division d'Honneur                      | CS Château-Thierry     |
| Relégués en Division d'Honneur                      | FC Saint-Lô            |
| Relégués en Division d'Honneur                      | FR Sessenheim          |